# NGC 3506
NGC 3506 est une galaxie spirale située dans la constellation du Lion. NGC 3506 a été découverte par l'astronome germano-britannique William Herschel en 1784.

## Caractéristiques
Sa vitesse par rapport au fond diffus cosmologique est de 6 760 ± 25 km/s, ce qui correspond à une distance de Hubble de 99,7 ± 7,0 Mpc (∼325 millions d'al).
La classe de luminosité de NGC 3506 est III et elle présente une large raie HI.

## Supernova
La supernova SN 2003L été découverte  dans NGC 3506 le 12 janvier 2003 par l'astronome amateur Tom Boles et Mike Schwartz (LOTOSS, université de Californie à Berkeley) . Cette supernova était de type Ib/c pec.